# 語義範疇
从语义学的视角看，句子的具体表达总是和特定的时空、人类情绪、交际需求等相关。为了呈现这样的要求，为具体的句子所赋予的实现称之为语义范畴。
语义范畴的一些概念和语法范畴具有相同的名称，却并非指同一个概念。一些没有语法范畴的语言也具有语义范畴。例如，汉语缺少语法范畴（时、体、人称），却仍然可以利用虚词、句法组合等手段来表达与之相同的意义，这说明汉语也有语义范畴上的人称、时。语法范畴是一个聚合类，是一组表达手段的集合，专注于研究具体语言中的实现。相反，只要能传递意义，语义范畴不关注具体语言是如何实现自己的。
语义范畴包括索引、语气、情态等。

## 索引
“人称”、“时”、“指示”是负责句子与“说话者—说话地—说话时”挂钩的范畴，在哲学上被称作“索引”范畴(Index),这是因为根据这些范畴，便可以搜索到说话时的具体场景，除了指向言语外场景的功能之外，它们还可以指向话语内的上下文。

### 人称
“人称”是与说话者相关的名词性范畴。在部分保留形态变化的语言中（以英语为例），说话者是第一人称(I/we)，受话者是第二人称(you)，其它是第三人称(he/she 等)。古英语中，其它名词也必须拥有相应的人称变化才能够进入句子，汉语没有形态变化，但有根据说话人区分的第一/第二/第三人称代词。(你/我/他)

### 时
“时”是与“说话时相关的范畴。一些有形态变化的语言(以英语为例)中，动词需要根据“说话时”，来定位发生在“过去/现在/将来”时的变化，进而改变自己的形态，才能够进入句子。有些语言没有形态变化(以汉语为例)，就用助词、副词、或特定的词汇来表达句子和言语交际现场的关联。比如汉语放在句末的“了”，如果句子中没有其他时间坐标，就表示“说话时”的情况和过去相比，“已经发生了变化”。

### 指示
请注意这里谈的指示并非“指示词”。
“指示”是与“说话者位置”相关的范畴，许多语言中都使用专门的指示代词来表示。汉语普通话中“这”表示“离说话人近”，“那”表示“离说话人远”。
汉语方言中大部分是三分的，例如，有四分之一的山西方言是“这/那/兀”表示“近指/中指/远指”。

## 延伸閱讀
- 刘丹青.  （中文（简体））.